# Ferrybridge
Ferrybridge är en ort i Storbritannien.   Den ligger i distriktet Wakefield i grevskapet West Yorkshire i riksdelen England, i den centrala delen av landet, 260 km norr om huvudstaden London. Ferrybridge ligger 18 meter över havet och antalet invånare är 1 491.
Terrängen runt Ferrybridge är platt. Runt Ferrybridge är det ganska tätbefolkat, med 214 invånare per kvadratkilometer. Närmaste större samhälle är Wakefield, 14,7 km väster om Ferrybridge. Trakten runt Ferrybridge består till största delen av jordbruksmark.